# Gerygone magnirostris
Gerygone magnirostris là một loài chim trong họ Acanthizidae.